# Altwis
Altwis est une ancienne commune et une localité de la commune de Hitzkirch, située dans l'arrondissement électoral lucernois de Hochdorf, en Suisse.
Depuis le 1er janvier 2021, la commune s'est rattachée à celle de Hitzkirch.

Vue aérienne (1953)